# Luigi Mentasti (generale)
Luigi Mentasti (Vercelli, 2 maggio 1883 – Torino, 26 agosto 1958) è stato un generale italiano che durante la seconda guerra mondiale  fu comandante del XIV Corpo d'armata operante in Montenegro tra il 1941 e il 1943. Insignito della Croce di Cavaliere dell'Ordine militare di Savoia.

## Biografia
Nacque a Vercelli il 2 maggio 1883. 
Allievo della Regia Accademia Militare di Artiglieria e Genio a partire dal 3 settembre 1903, ne usci con il grado di sottotenente assegnato all'arma di artiglieria. Prese parte quindi alla guerra italo-turca e poi alla grande guerra, ottenendo molti riconoscimenti al valor militare e raggiungendo il grado di maggiore nel corso del 1918.
Da tenente colonnello, nel giugno del 1924, fu insegnante presso la scuola di guerra di Torino sino al giugno 1925, quando fu assegnato al 1º Reggimento artiglieria pesante rimanendovi in forza fino al 23 ottobre 1927, quando ritorno nuovamente come insegnante presso la scuola di guerra di Torino.
Promosso colonnello il 31 dicembre 1928, dal 16 settembre 1931 assunse il comando del 28º Reggimento artiglieria da campagna. A partire dal 16 settembre 1934 fu destinato al comando del corpo di Stato maggiore.
Il 1º gennaio 1936, promosso generale di brigata, divenne il vicecomandante della 1ª Divisione fanteria "Superga" di stanza a Torino. Dal 20 aprile 1938 assunse il comando della 2ª Divisione fanteria "Sforzesca" a Novara.
Dal 7 settembre 1939 assunse il comando dell'Istituto superiore di guerra a Torino, permanendovi ininterrottamente sino al 5 giugno 1941, in piena seconda guerra mondiale.
Il 12 luglio dello stesso anno, sostituendo il generale Giovanni Vecchi, divenne comandante del XIV Corpo d'armata a Cettigne, in Montenegro. In seguito al deteriorarsi della situazione in questa regione per la presenza di forti formazioni di partigiani, le sue unità, poste a presidio delle zone di Antivari, Cettigne, Cattaro, Podgorica, Vispazar e di quelle lungo le rive del lago di Scutari, svolsero il compito di ordine pubblico e sicurezza, venendo notevolmente potenziate, arrivando ad inquadrare le divisioni "Messina", "Venezia", "Taro", "Pusteria" e "Cacciatori delle Alpi", nonché il I° e II° Gruppo alpini Valle. Dal 1º dicembre seguente il corpo d'armata cambiò il nome in  Comando Truppe Montenegro alle dirette dipendenze del generale Alessandro Pirzio Biroli, Governatore del Regno del Montenegro, dove era stato inviato dal 15 luglio 1941 con pieni poteri militari e civili per reprimere la rivolta scoppiata due giorni prima.
Il 1º gennaio 1942 fu promosso generale di corpo d'armata e rimase al comando delle Truppe Montenegro sino al 1º maggio 1943, al compimento del 60º anno di età, venendo sostituito dal generale Ercole Roncaglia. Quindi rimpatriò e fu posto in congedo.
Il 18 marzo 1943 fu nominato Commendatore dell'Ordine dei Santi Maurizio e Lazzaro, in considerazione delle particolari benemerenze ottenute. Si spense a Torino il 26 agosto 1958.

## Pubblicazioni
- L'azione difensiva della Divisione di prima schiera inquadrata nelle fasi di avvicinamento, Rivista militare n.2, Roma, febbraio 1929.
- La divisione di prima schiera inquadrata nella fasi: organizzazione, preparazione ed esecuzione dell'attacco. Parte prima., Rivista militare n.8, Roma, agosto 1929.
- L'azione difensiva della Divisione di prima schiera inquadrata in terreno libero, Rivista militare n.1, Roma, gennaio 1933.

### Annotazioni
1. ↑  Aveva come Capo di stato maggiore il colonnello Giovanni Casula.

### Fonti
1. 1 2 3 4 5 6 7 8  Generals.
2. 1 2   Luigi Mentasti, su quirinale.it. URL consultato il 18 maggio 2019.
3. ↑  Gazzetta Ufficiale del Regno d'Italia n.230 del 2 ottobre 1939, pag.28.
4. ↑  Gazzetta Ufficiale del Regno d'Italia n.86 del 13 aprile 1937, pag.1378.
5. ↑  Bollettino ufficiale 17 gennaio 1936, disp.3ª, pag.75, registrato alla Corte dei conti lì 15 gennaio 1936, registro 2, foglio 54.